# Tratado lituano-soviético de asistencia mutua

Alrededor de una quinta parte de la Provincia de Vilna (naranja oscuro) fue cedida a Lituania a cambio de cuatro bases militares soviéticas (marcadas con estrellas), de acuerdo al Tratado de Asistencia Mutua.

El Tratado Soviético-Lituano de Asistencia Mutua (en lituano: Lietuvos-Sovietų Sąjungos savitarpio pagalbos sutartis) fue un tratado bilateral firmado entre la Unión  de Repúblicas Socialistas Soviéticas y Lituania en octubre de 1939. De acuerdo a lo previsto en el tratado, Lituania adquiriría una quinta parte de la Provincia de Vilna, incluyendo la capital histórica lituana, Vilna, y a cambio permitiría que cuatro bases militares soviéticas con 20 000 soldados que establecieran en Lituania. En su esencia, el tratado con Lituania era muy similar a los que ya había firmado con Estonia, el 28 de septiembre, y con Letonia, el 5 de octubre.
Según las fuentes oficiales soviéticas, el ejército soviético estaba reforzando las defensas de una débil nación frente a posibles ataques de la Alemania nazi. El tratado disponía que la soberanía de Lituania no se vería afectada. Sin embargo, en realidad el tratado abrió la puerta a la 
primera ocupación soviética de Lituania y fue descrita por el New York Times como un "sacrificio virtual de independencia".